# Prix Lumière/Beste Kamera

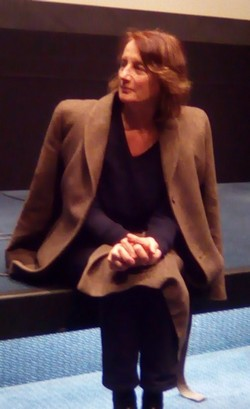
Preisträgerin 2011 und 2022: Caroline Champetier

Der Prix Lumière in der Kategorie Beste Kamera (Meilleure image) wird seit 2008 verliehen, bis 2014 unter der Originalbezeichnung Prix de la Comissions Technique de l’Image et du Son (Prix CST). Die französische Auslandspresse vergibt seit 1996 alljährlich ihre Auszeichnungen für die besten Filmproduktionen und Filmschaffenden rückwirkend für das vergangene Kinojahr. 
In fünf Fällen (Stand: 2024) stimmte der Preisträger mit dem späteren César-Gewinner überein, zuletzt im Jahr 2023. Zweimal war die Kamerafrau Caroline Champetier (2011, 2022) erfolgreich.
| Jahr | Preisträger/-in      | Filmtitel                                 | Deutscher Titel                           |
| 2008 | Éric Gautier         | Into the Wild                             | Into the Wild                             |
| 2009 | Agnès Godard         | Home                                      | Home                                      |
| 2010 | Glynn Speeckaert     | À l’origine                               | Der Retter                                |
| 2011 | Caroline Champetier* | Des hommes et des dieux                   | Von Menschen und Göttern                  |
| 2012 | Pierre Aïm           | Polisse                                   | Poliezei                                  |
| 2013 | Antoine Héberlé      | Inheritance Quelques heures de printemps  | Eine Familie im Krieg Der letzte Frühling |
| 2014 | Thomas Hardmeier*    | The Young and Prodigious T.S. Spivet      | Die Karte meiner Träume                   |
| 2015 | Rémy Chevrin         | À la vie                                  | À la vie                                  |
| 2016 | David Chizallet      | Mustang Les anarchistes Je suis un soldat | Mustang k. A. k. A.                       |
| 2017 | Jonathan Ricquebourg | La mort de Louis XIV                      | Der Tod von Ludwig XIV.                   |
| 2018 | Christophe Beaucarne | Barbara                                   | Barbara                                   |
| 2019 | Benoît Debie*        | The Sisters Brother                       | The Sisters Brothers                      |
| 2020 | Claire Mathon*       | Portrait de la jeune fille en feu         | Porträt einer jungen Frau in Flammen      |
| 2021 | Hichame Alaouié      | Été 85                                    | Sommer 85                                 |
| 2022 | Caroline Champetier  | Annette                                   | Annette                                   |
| 2023 | Artur Tort*          | Pacifiction – Tourment sur les îles       | Pacifiction                               |
| 2024 | Jonathan Ricquebourg | La passion de Dodin Bouffant              | Geliebte Köchin                           |
| 2025 | Nicolas Bolduc       | Le Comte De Monte-Cristo                  | Der Graf von Monte Christo                |

* = Kameraleute, die später den César für die beste Kamera gewannen.